# Mixochlora vittata
Mixochlora vittata är en fjärilsart som beskrevs av Moore 1867. Mixochlora vittata ingår i släktet Mixochlora och familjen mätare. Inga underarter finns listade i Catalogue of Life.